# Robe verte Versace de Jennifer Lopez

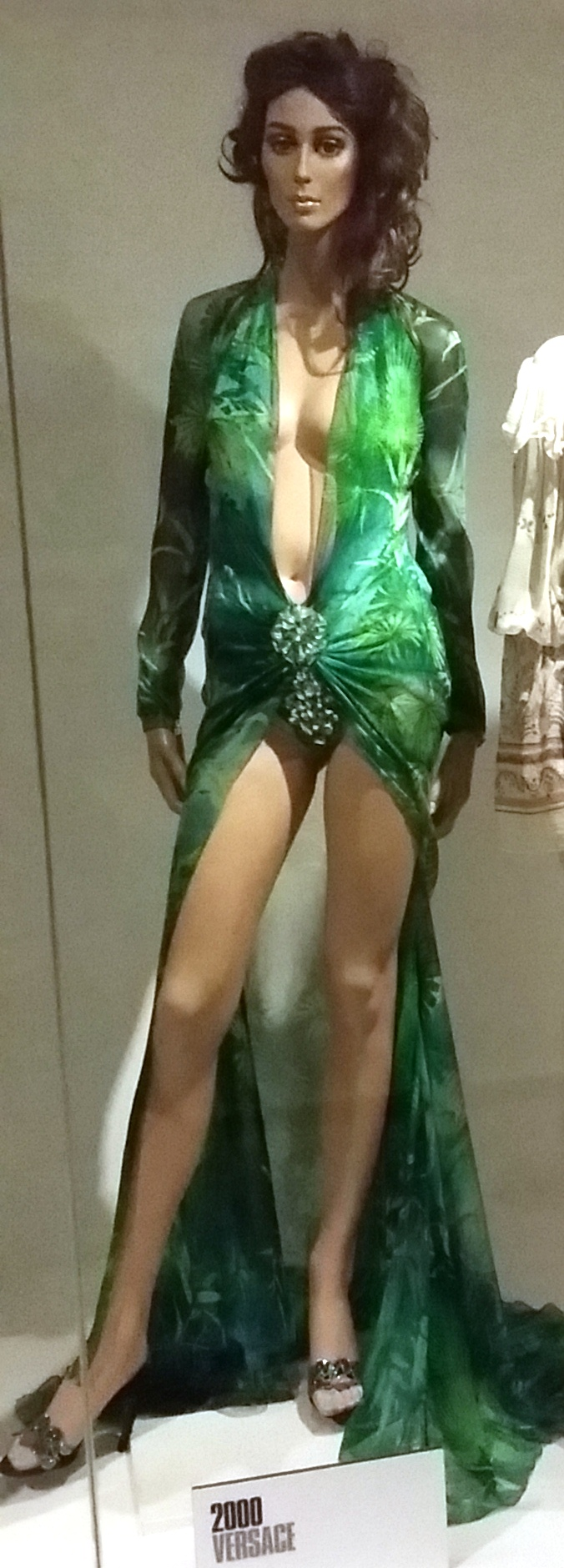
La robe verte Versace de Jennifer Lopez exposée au.

La robe verte Versace de Jennifer Lopez est une robe de soie verte de marque Versace que portait la chanteuse américaine Jennifer Lopez à la 42e cérémonie des Grammy Awards le 23 février 2000.

## Description
Le tissu est un imprimé avec des motifs de feuilles tropicales et de feuilles de bambou. La coupe est notable pour un décolleté important qui va au-delà du nombril, tandis que la taille de la robe était parsemée de citrines.
À l'époque, en 2000, la robe a une valeur de 15 000 dollars américains.

## Postérité
Ce vêtement a immédiatement reçu une couverture médiatique mondiale significative et a été cité avec la robe noire Versace d'Elizabeth Hurley comme l'une des robes signatures de Versace. En outre, cette robe a été décrite comme un tournant dans la carrière de designer Donatella Versace après la mort de son frère Gianni Versace.
La robe a été choisie par la journaliste de mode Lisa Armstrong (en) pour représenter l'année 2000 dans la collection « Robe de l'année (en) » du musée de la mode de Bath (en). Elle y a été décrite comme un exemple de la relation étroite entre la mode, les célébrités et la publicité. Une copie a été présentée au Grammy Museum jusqu'en 2015, tandis que Jennifer Lopez possède toujours la robe originale.
En 2015, quinze ans après l'avoir portée, cette robe est toujours inextricablement associée avec l'artiste et la marque Versace, malgré le fait qu'elle ait été aussi portée par d'autres personnalités comme Geri Halliwell, avant même Jennifer Lopez.
Selon Eric Schmidt, la création de Google Images est liée à l'intérêt porté à cette robe,.